# American Widow Project
American Widow Project (AWP) je americká nezisková organizace, která podporuje vdovy po mužích zabitých ve válce. Založila ji v roce 2007 Taryn Davis po smrti svého manžela v květnu toho roku ve válce v Iráku. Následně zjistila, že existuje jen velmi málo možností, které by pomohly ženám v podobných situacích. K roku 2011 organizace pomohla více než 900 ženám. Taryn Davis bylo v době smrti jejího manžela 21 let a průměrný věk žen, které se do projektu zapojily, je 25. Projekt však původně začal jako dokumentární film The American Widow Project.